# Ruden (Kärnten)
Ruden is een gemeente in de Oostenrijkse deelstaat Karinthië, en maakt deel uit van het district Völkermarkt.
Ruden telt 1568 inwoners.

## Foto's

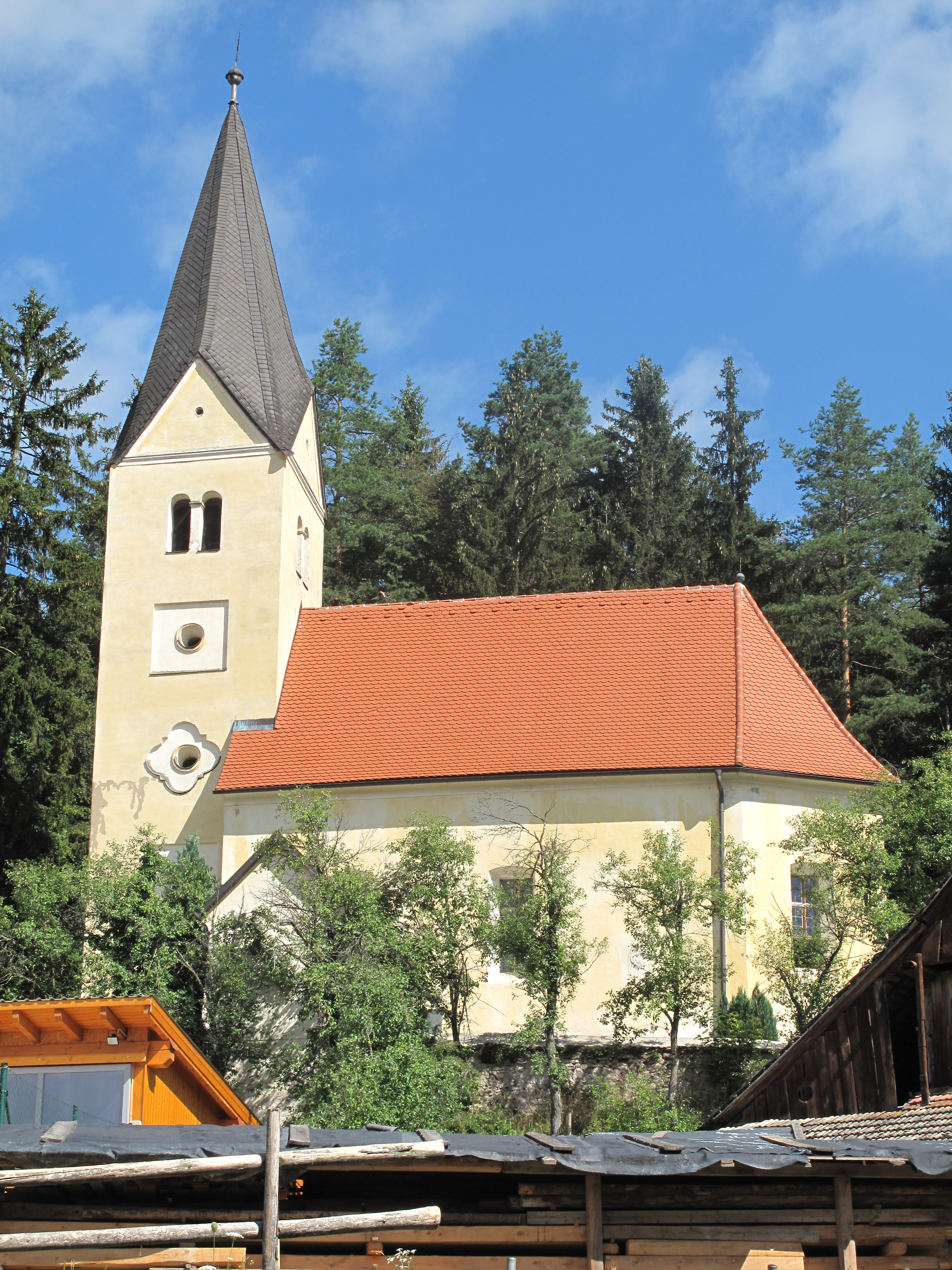
Eis, kerk
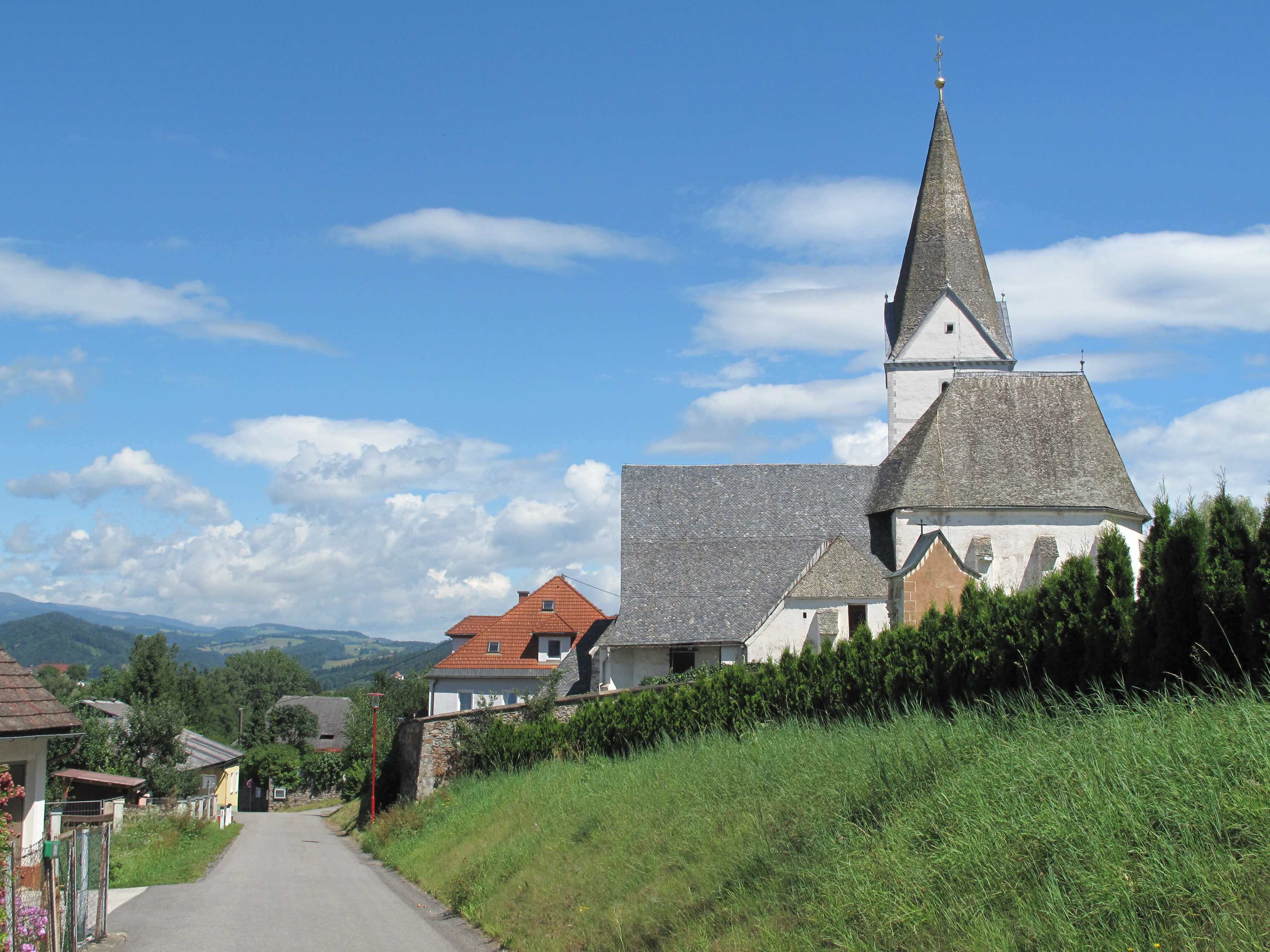
Ruden, kerk

Bleiburg ·
Diex ·
Eberndorf ·
Eisenkappel-Vellach ·
Feistritz ob Bleiburg ·
Gallizien ·
Globasnitz ·
Griffen ·
Neuhaus ·
Ruden ·
Sankt Kanzian am Klopeiner See ·
Sittersdorf ·
Völkermarkt
- Gemeinsame Normdatei: 4999185-1
- Virtual International Authority File: 236846257